# Tiki Barber
Pour les articles homonymes, voir Barber.
(en) Statistiques sur pro-football-reference
 Tiki Barber est un joueur américain de football américain né le 7 avril 1975 à Roanoke (Virginie). Il est le frère jumeau de Ronde Barber, également joueur de football américain.

## Biographie

### Carrière universitaire
Avec un total cumulé de 3389 yards, il est deuxième au classement des running backs des Cavaliers de la Virginie. Il fut le premier Cavaliers à réaliser plus de 1000 yards à la course pendant deux années consécutives. Barber était aussi un athlète de qualité, spécialiste du saut en longueur et membre de l'équipe de relai 4x100 m.

### Carrière professionnelle
Il a été retenu par les Giants de New York au second tour du draft de 1997.
Lors de la saison NFL 2005, il a réussi 1860 yards à la course et marqué 9 touchdowns en 16 matchs disputés. Il a dépassé les 1200 yards à la course lors des quatre dernières saison de NFL. En 2011, il décide de revenir au jeu.
Son frère jumeau Ronde Barber était cornerback chez les Buccaneers de Tampa Bay (NFL).

## Palmarès
- Finaliste du Super Bowl en 2000
- Pro Bowl en 2004 et 2005